# Sokół ciemny
Sokół ciemny, pustułka ciemna (Falco ardosiaceus) – gatunek małego, afrykańskiego ptaka drapieżnego z rodziny sokołowatych (Falconidae).

## Systematyka
Najbliższymi krewnymi tego sokoła są pustułka prążkowana (F. zoniventris) i sokół białorzytny (F. dickinsoni). Te trzy gatunki umieszcza się czasem w podrodzaju Dissodectes. Nie wyróżnia się podgatunków.

## Charakterystyka
To dość mała, krępa pustułka z dużą, płaską głową i dość krótkimi skrzydłami, które w spoczynku nie wystają poza koniec ogona. Ma 28–33 cm długości oraz 58–72 cm rozpiętości skrzydeł. Waży do 300 gramów. Samica jest o 4–11% większa i o 5–11% cięższa od samca. Ubarwienie dorosłego osobnika jest jednolicie ciemnoszare oprócz jeszcze ciemniejszych koniuszków skrzydeł, lekkiego ciemnego prążkowania na ciele i słabo widocznych pasków na lotkach. Nogi i woskówka są żółte, a wokół oka widać nagą żółtą skórę. Najbardziej podobny gatunek, sokół śniady, ma bardziej zaokrągloną głowę, długie skrzydła, które wychodzą poza ogon i mniej żółtą obwódkę wokół oczu.
Osobniki młodociane są bardziej brązowe niż ptaki dorosłe. Mają zielonawą woskówkę i otoczkę wokół oczu. Młode pustułki białorzytnej są podobne, ale mają paskowanie na ogonie i bardziej zaznaczone prążkowanie na spodniej stronie pokryw skrzydłowych.
Sokół ciemny to generalnie ptak cichy poza okresem lęgowym, ale potrafi wydawać przenikliwy szczebiotliwy odgłos i terkotliwy gwizd.

## Występowanie i siedlisko
Zamieszkuje sawanny, otwarte obszary leśne i polany. Preferuje tereny porośnięte roślinami arekowatymi (palami), zwłaszcza w pobliżu wód. Często przesiaduje na wyeksponowanych dobrze obiektach, takich jak gałęzie, słupy telegraficzne i przewody elektryczne.
To szeroko rozprzestrzeniony gatunek w Zachodniej i Środkowej Afryce, ale nie ma go w regionach gęsto porośniętych lasem, w tym częściowo w Kotlinie Konga. Jego zasięg przebiega od Senegalu i Gambii na wschód po Etiopię, zachodnią Kenię i Tanzanię. Na południu gniazduje w Angoli, północnych regionach Namibii i Zambii, a niektóre osobniki koczujące zalatują nawet do Malawi. Ogólna powierzchnia areału sokoła ciemnego obejmuje około 12 milionów km². Ptaki na zachodzie Afryki wykazują ruchy migracyjne na północ w porze wilgotnej, a na południe w porze suchej.

## Zachowanie
Największa aktywność tego ptaka przypada na zmierzch i świt. Najczęściej poluje poprzez czatowanie na wysokim obiekcie, a tylko wyjątkowo zdarza mu się zawisać w powietrzu i wypatrywać zdobyczy. Żywi się głównie owadami, jaszczurkami i małymi ssakami, takimi jak nietoperze. Chwytają również ptaki, płazy i robaki. Ofiara jest zwykle łapana na ziemi. Żeruje niekiedy na orzechach palmy olejowca gwinejskiego. Jedzenie pokarmu pochodzenia roślinnego jest rzadkim zwyczajem u ptasich drapieżców.

## Okres lęgowy
Okres lęgowy trwa od marca do czerwca na północy areału występowania, a od sierpnia do grudnia na południu. Kojarzeniu się w pary towarzyszą wzajemne pokazy godowych lotów ślizgowych. Samica składa jaja przeważnie w gniazdach warug. W większości przypadków sokoły te zajmują opuszczone gniazda, ale niekiedy wyrzucają warugi z ich miejsc lęgowych siłą. Drapieżniki mogą też zajmować gniazda innych ptaków lub szczeliny kory w drzewach.
Lęg liczy sobie od 2 do 5 jaj. Są białawe z czerwonymi lub brązowymi plamkami, a wysiadywanie trwa przez 26–31 dni. Młode są w pełni opierzone po około 30 dniach.

## Status
IUCN uznaje sokoła ciemnego za gatunek najmniejszej troski (LC, Least Concern) nieprzerwanie od 1988 roku. Trend liczebności populacji uznawany jest za stabilny.